# 猛男

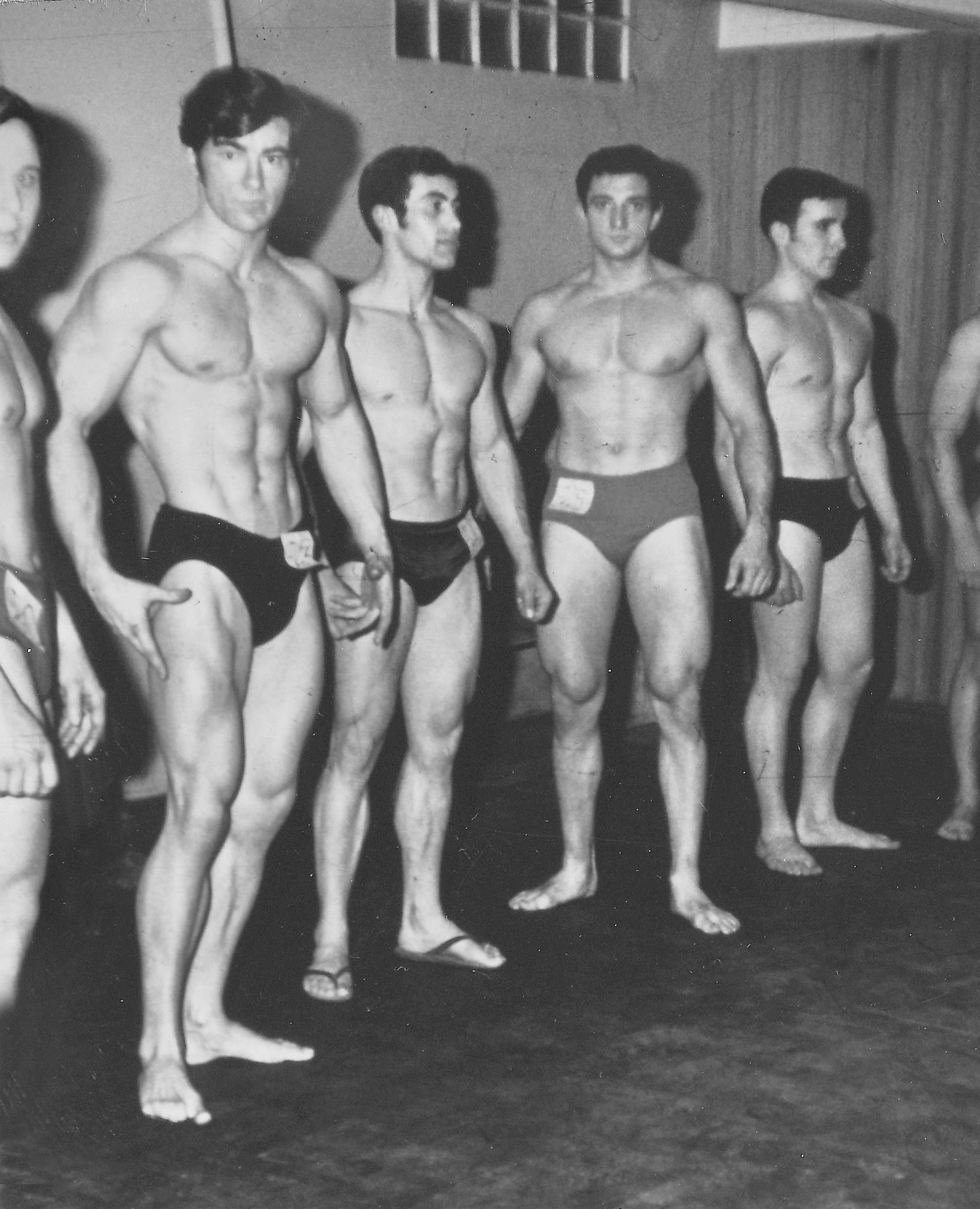
健美运动员

猛男（英語：beefcake，又稱壮汉、肌肉男），是一个汉语的俚语，指肌肉发达而威猛的男性。据信，英语中的一词最早是由好莱坞专栏作家西德尼·斯科尔斯基所开始使用。

## 关联词
- 男性
- 帅哥
- 健美
- 肌肉
- 肌肉崇拜